# Камышеваха (Краматорский район)
Камышева́ха (укр. Комишуваха) — посёлок городского типа, входит в Краматорский городской совет Донецкой области Украины.
Население по переписи 2001 года составляло 529 человек. Почтовый индекс — 84395. Телефонный код — 626. Код КОАТУУ — 1412945900.

## Местный совет
84395, Краматорский городской совет, пгт. Красноторка, ул. Белгородская, 97, 44-31-43 

## Географическое положение
в 6 км от устья реки Камышевашка и пгт Малотарановка

## Происхождение названия
От реки — Камышевашка (Камышеваха, Камышеватая).

## Динамика численности населения
| 1970 | 1979 | 1989 | 2001 | 2014 |
| ---- | ---- | ---- | ---- | ---- |
| 635  | 477  | 484  | 529  | 490  |

## Герб
30 июня 1999 года Красноторский поселковый совет утвердил символику Камышевахи, автором стал художник-дизайнер Александр Дехтярев. 
Герб Камышевахи представляет собой голубой французский щит с шестью белыми волнами внизу, символизирует многочисленные пруды поселка. А белые лебеди, живущие на озере в ландшафтном парке, ужа давно стал символом поселка и законно перекочевал на герб. Над щитом размещена лента с указанием даты основания поселка – 1902 год. Флаг поселка – голубой прямоугольник с белыми волнами.

## Экономика
- КФХ "ГеЯ"

## Объекты социальной сферы
- магазин
- кафе
- гостевой центр

## Достопримечательности
- Визит — центр Краматорского регионального ландшафтного парка
- Мини — зоопарк
- Лебединое озеро
- Старовинний будинок, іменований «будинок Бантиша»